# Titularerzbistum Traianopolis in Rhodope
Traianopolis in Rhodope (ital.: Traianopoli di Rodope) ist ein Titularerzbistum der römisch-katholischen Kirche.
Das antike Erzbistum war in Thrakien in der Provinz Rhodope im heutigen Griechenland. Dem Metropoliten waren die heutigen Titularbistümer Anastasiopolis, Maximianopolis in Rhodope und Xanthe nachgeordnet.
| Titularerzbischöfe von Traianopolis in Rhodope |                                            |                                                     |                    |                    |
| Nr.                                            | Name                                       | Amt                                                 | von                | bis                |
| 1                                              | Niccolò Paolo Andrea Coscia                |                                                     | 26. Juni 1724      | 23. Juli 1725      |
| 2                                              | Francesco Scipione Maria Borghese          | Kardinalpriester von Santa Maria in Trastevere      | 8. März 1728       | 25. September 1752 |
| 3                                              | Pietro de Carolis                          |                                                     | 18. September 1729 |                    |
| 4                                              | Francisco de Solís Folch de Cardona        | Weihbischof in Sevilla (Spanien)                    | 20. Januar 1749    | 25. September 1752 |
| 5                                              | Niccoló Oddi                               | Apostolischer Nuntius in Köln und Luzern            | 14. Januar 1754    | 20. Februar 1764   |
| 6                                              | Alexandre Angélique de Talleyrand-Périgord | Koadjutorerzbischof von Reims (Frankreich)          | 1. Dezember 1766   | 27. Oktober 1777   |
| 7                                              | Pierre-François-Martial de Loménie         | Koadjutorerzbischof von Sens (Frankreich)           | 15. Dezember 1788  | 10. Mai 1794       |
| 8                                              | Giuseppe Carrano                           | Titularbischof pro hac vice                         | 20. Juli 1801      |                    |
| 9                                              | Hyacinthe-Louis de Quélen                  | Koadjutorerzbischof von Paris (Frankreich)          | 17. Dezember 1819  | 20. Oktober 1821   |
| 10                                             | Heiliger Antonio María Claret y Clará CMF  | emeritierter Erzbischof von Santiago de Cuba (Kuba) | 15. Juli 1860      | 24. Oktober 1870   |
| 11                                             | Serafino Milani OFM                        |                                                     | 23. Januar 1874    | 21. Dezember 1874  |
| 12                                             | Ignazio Ghiurekian                         |                                                     | 2. Mai 1877        | 3. Dezember 1921   |
| 13                                             | Augusto Giuseppe Duc                       | emeritierter Bischof von Aosta (Italien)            | 19. Dezember 1907  | 14. Dezember 1922  |
| 14                                             | Ismael Perdomo Borrero                     | Koadjutorerzbischof von Bogota (Kolumbien)          | 5. Februar 1923    | 2. Januar 1928     |
| 15                                             | Fabio Berdini                              | emeritierter Bischof von Cesena (Italien)           | 1928               | 22. März 1930      |
| 16                                             | Giacinto Gaggia                            |                                                     | 29. März 1930      | 15. April 1933     |
| 17                                             | Mario Zanin                                | Apostolischer Nuntius in Argentinien                | 28. November 1933  | 4. August 1958     |
| 18                                             | Albert-Pierre Faliére MEP                  | emeritierter Erzbischof von Mandalay (Myanmar)      | 19. Dezember 1959  | 12. Januar 1968    |